# Mats Hinze

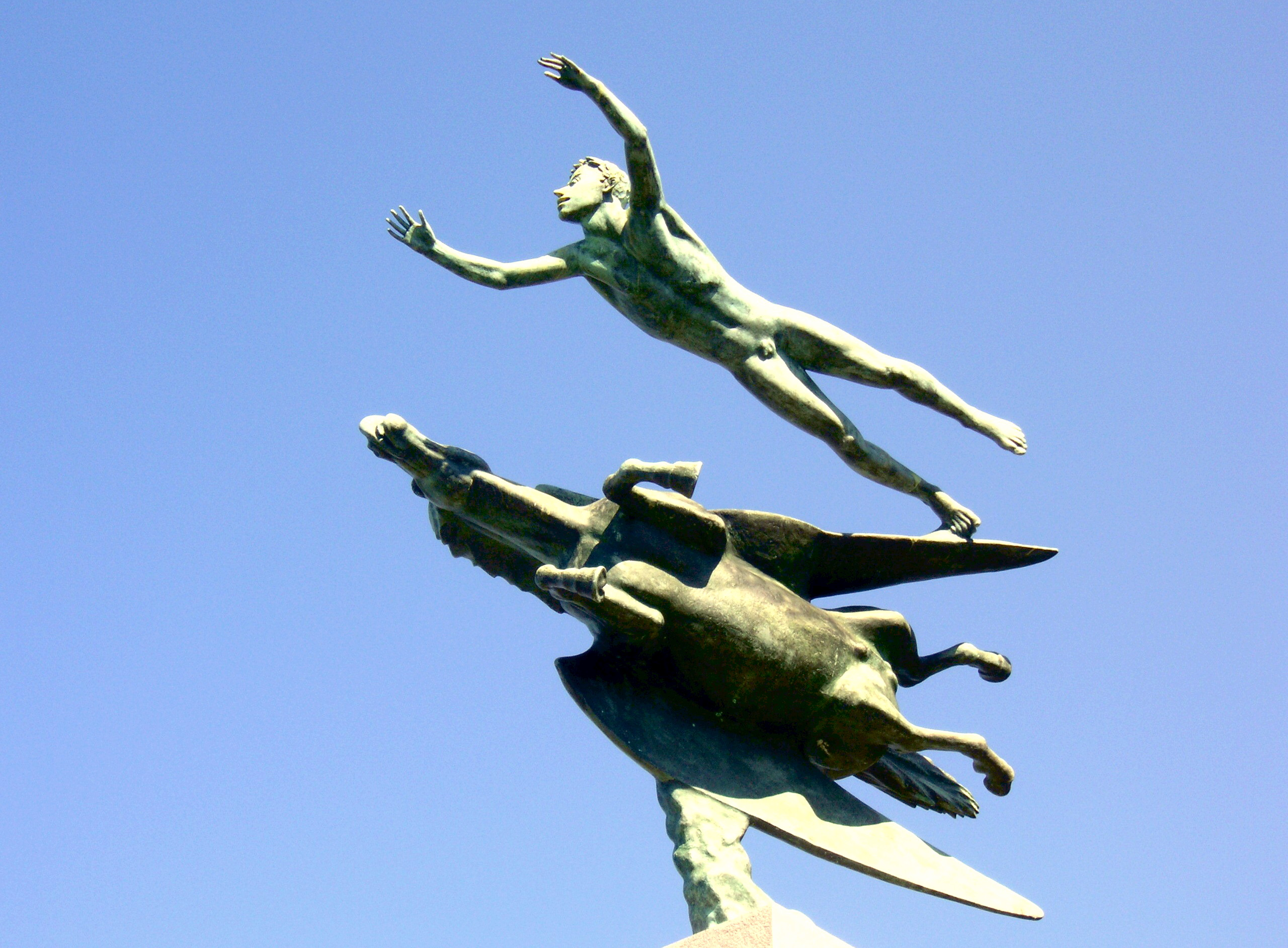
Carl Milles "Människan och Pegasus"

Mats Michael Hinze, född 22 september 1970 i Täby, Stockholms län, OS-bombaren, är en svensk högeranarkist och nyliberal som först var aktiv inom politiken men blev känd när han ertappades på Millesgården med en ryggsäck innehållande en bomb 1997.

## Politiskt engagemang
Mats Hinze var aktiv i nyliberala Frihetsfronten och var engagerad i tidskriften Nyliberalen samt driften av nätverkets svartklubb Tritnaha. 1995 grundade han technoklubben Docklands tillsammans med Anders Varveus. Klubben motverkades av myndigheterna då den ansågs bidra till spridning av narkotika och utsattes för upprepade polisrazzior. Det var som hämnd för detta som Hinze planerade attentatet mot Millesgården, vilket var riktat mot Stockholms försök att ansöka om att få vara värd till Olympiska sommarspelen 2004. På Millesgården finns den skulptur, Människan och Pegasus, som var symbol för Stockholms OS-ansökan.

## Bombanklagelse
Hinze hävdade att han aldrig haft för avsikt att detonera bomben utan endast avsåg att göra polisen till åtlöje. Hinze misstänktes för att ha förstört och skadat vissa andra objekt (bl.a. bränt ned Lidingö tennishall) som hängde ihop med Stockholms ansökan om att få ha de Olympiska spelen 2004, men kunde endast bindas till branden i tennishallen på Lidingö. 1998 dömde Svea hovrätt Hinze till sju års fängelse för förberedelse till allmänfarlig ödeläggelse och mordbrand. Han frisläpptes 2002 och lever idag under ett annat namn.
2004 översatte Hinze boken Jonatan Godtrogens underbara äventyr till svenska.